# Llista de primers ministres de Polònia
El Primer ministre de Polònia (polonès: Premierzy Polski), és el Cap de govern de Polònia.

## Primers Ministres del Regne de Polònia (1916-1918)

La Bandera del Regne de Polònia (1916-1918)

| Núm. (Rep.) | Nom                               | Inici                  | Fi                     | Partit |
| ----------- | --------------------------------- | ---------------------- | ---------------------- | ------ |
| 1.          | Jan Kucharzewski                  | 7 de desembre de 1917  | 11 de febrer de 1918   | ND     |
| 2.          | Antoni Ponikowski (Primer mandat) | 11 de febrer de 1918   | 4 d'abril de 1918      | SN-D   |
| 3.          | Jan Kanty Steczkowski             | 4 d'abril de 1918      | 2 d'octubre de 1918    | Cap    |
| 4.          | Józef Świerzyński                 | 2 d'octubre de 1918    | 3 de novembre de 1918  | LN     |
| 5.          | Władysław Wróblewski              | 3 de novembre de 1918  | 14 de novembre de 1918 | Cap    |
| 6.          | Ignacy Daszyński (Primer mandat)  | 14 de novembre de 1918 | 17 de novembre de 1918 | PPS    |

## Primers Ministres de la Segona República (1918-1939)

La Bandera de la Segona República (1918-1939)

| Núm. (Rep.) | Nom                                     | Inici                  | Fi                     | Partit |
| ----------- | --------------------------------------- | ---------------------- | ---------------------- | ------ |
| 6. (1.)     | Ignacy Daszyńsky (Segon mandat)         | 17 de novembre de 1918 | 18 de novembre de 1918 | PPS    |
| 7. (2.)     | Jędrzej Moraczewski                     | 18 de novembre de 1918 | 16 de gener de 1919    | PPS    |
| 8. (3.)     | Ignacy Jan Pederewski                   | 16 de gener de 1919    | 9 de desembre de 1919  | Cap    |
| 9. (4.)     | Leopold Skulski                         | 9 de desembre de 1919  | 9 de juny de 1920      | NZL    |
| 10. (5.)    | Władysław Grabski (Primer mandat)       | 9 de juny de 1920      | 24 de juliol de 1920   | NZL    |
| 11. (6.)    | Wincenty Witos (Primer mandat)          | 24 de juliol de 1920   | 13 de setembre de 1921 | PSL    |
| 12. (7.)    | Antoni Ponikowski (Segon mandat)        | 13 de setembre de 1921 | 6 de juny de 1922      | PSCD   |
| 13. (8.)    | Artur Śliwiński                         | 6 de juny de 1922      | 16 de juliol de 1922   | PPS    |
| 14. (9.)    | Julian Nowak                            | 16 de juliol de 1922   | 14 de desembre de 1922 | PSL    |
| 15. (10.)   | Władysław Sikorski                      | 14 de desembre de 1922 | 26 de maig de 1923     | Cap    |
| 16. (11.)   | Wincenty Witos (Segon mandat)           | 26 de maig de 1923     | 14 de desembre de 1923 | PSL    |
| 17. (12.)   | Władysław Grabski (Primer mandat)       | 14 de desembre de 1923 | 14 de novembre de 1925 | NZL    |
| 18. (13.)   | Aleksander Skrzyński                    | 14 de novembre de 1925 | 5 de maig de 1926      | SPN    |
| 19. (14.)   | Wincenty Witos (Tercer mandat)          | 5 de maig de 1926      | 14 de maig de 1926     | PSL    |
| 20. (15.)   | Kazimierz Bartel (Primer mandat)        | 14 de maig de 1926     | 2 d'octubre de 1926    | Cap    |
| 21. (16.)   | Józef Klemens Piłsudski (Primer mandat) | 2 d'octubre de 1926    | 27 de juny de 1928     | Cap    |
| 22. (17.)   | Kazimierz Bartel (Segon mandat)         | 27 de juny de 1928     | 14 d'abril de 1929     | Cap    |
| 23. (18.)   | Kazimierz Świtalski                     | 14 d'abril de 1929     | 7 de desembre de 1929  | BBWR   |
| 24. (19.)   | Kazimierz Bartel (Tercer mandat)        | 7 de desembre de 1929  | 15 de març de 1930     | Cap    |
| 25. (20.)   | Walery Sławek (Primer mandat)           | 15 de març de 1930     | 23 d'agost de 1930     | BBWR   |
| 26. (21.)   | Józef Klemens Piłsudski (Segon mandat)  | 23 d'agost de 1930     | 4 de desembre de 1930  | Cap    |
| 27. (22.)   | Walery Sławek (Segon mandat)            | 4 de desembre de 1930  | 26 de maig de 1931     | BBWR   |
| 28. (23.)   | Aleksander Prystor                      | 26 de maig de 1931     | 9 de maig de 1933      | OZN    |
| 29. (24.)   | Janusz Jędrzejewicz                     | 9 de maig de 1933      | 13 de maig de 1934     | PPS    |
| 30. (25.)   | Leon Tadeusz Kozłowski                  | 13 de maig de 1934     | 28 de març de 1935     | BBWR   |
| 31. (26.)   | Walery Sławek (Tercer mandat)           | 28 de març de 1935     | 12 d'octubre de 1935   | BBWR   |
| 32. (27.)   | Marian Zyndram-Kościałkowski            | 12 d'octubre de 1935   | 15 de maig de 1936     | BBWR   |
| 33. (28.)   | Felicjan Sławoj Składkowski             | 15 de maig de 1936     | 30 de setembre de 1939 | Cap    |

## Primers Ministres de l'Ocupació Nazi (1939-1944)

La Bandera de l'Ocupació Nazi (1939-1944)

| Núm. (Rep.) | Nom          | Inici                  | Fi                   | Partit |
| ----------- | ------------ | ---------------------- | -------------------- | ------ |
| 34. (1.)    | Adolf Hitler | 30 de setembre de 1939 | 22 de juliol de 1944 | NSDAP  |

## Primers Ministres de la República Popular (1944-1990)

La Bandera de la República Popular (1944-1990)

| Núm. (Rep.) | Nom                                | Inici                  | Fi                     | Partit |
| ----------- | ---------------------------------- | ---------------------- | ---------------------- | ------ |
| 35. (1.)    | Edward Osóbka-Morawski             | 22 de juliol de 1944   | 8 de febrer de 1947    | PPS    |
| 36. (2.)    | Józef Cyrankiewicz (Primer mandat) | 8 de febrer de 1947    | 20 de novembre de 1952 | PZPR   |
| 37. (3.)    | Bolesław Bierut                    | 20 de novembre de 1952 | 12 de març de 1954     | PZPR   |
| 38. (4.)    | Józef Cyrankiewicz (Segon mandat)  | 12 de març de 1954     | 23 de desembre de 1970 | PZPR   |
| 39. (5.)    | Piotr Jaroszewicz                  | 23 de desembre de 1970 | 18 de febrer de 1980   | PZPR   |
| 40. (6.)    | Edward Babiuch                     | 18 de febrer de 1980   | 24 d'agost de 1980     | PZPR   |
| 41. (7.)    | Józef Pińkowski                    | 24 d'agost de 1980     | 11 de febrer de 1981   | PZPR   |
| 42. (8.)    | Wojciech Jaruzelski                | 11 de febrer de 1981   | 6 de novembre de 1985  | PZPR   |
| 43. (9.)    | Zbigniew Messner                   | 6 de novembre de 1985  | 27 de setembre de 1988 | PZPR   |
| 44. (10.)   | Mieczysław Rakowski                | 27 de setembre de 1988 | 2 d'agost de 1989      | PZPR   |
| 45. (11.)   | Czesław Kiszczak                   | 2 d'agost de 1989      | 24 d'agost de 1989     | PZPR   |
| 46. (12.)   | Tadeusz Mazowiecki (Primer mandat) | 24 d'agost de 1989     | 1 de gener de 1990     | Cap    |

## Primers Ministres de la Tercera República (1990-actualitat)

La Bandera actual

| #   | Imatge                                                                          | Nom (Naixement-Decés)           | Indicat Començament Moció de confidència                                           | Final R.: Renúncia D.: Dimissió M.C.: Moció de censura | Partit                                                                      |
| --- | ------------------------------------------------------------------------------- | ------------------------------- | ---------------------------------------------------------------------------------- | ------------------------------------------------------ | --------------------------------------------------------------------------- |
| 1   |                                                                                 | Tadeusz Mazowiecki (1927-2013)  | 20 d'agost de 1989 24 d'agost de 1989 12 de setembre de 1989                       | R. 25 de novembre de 1990 4 de gener de 1991           | Solidarność (KO‘S') (fins a 1990) Unia Demokratyczna - UD (després de 1990) |
| -   |                                                                                 | Jan Olszewski (1930-)           | No va assumir el poder - Vegeu la nota (1)                                         | No va assumir el poder - Vegeu la nota (1)             | Porozumienie Centrum - PC                                                   |
| 2   |                                                                                 | Jan Krzysztof Bielecki (1951-)  | 4 de gener de 1991 4 de gener de 1991 12 de gener de 1991                          | R. 5 de desembre de 1991 6 de desembre de 1991         | Kongres Liberalno-Demokratyczny - KLD                                       |
| -   |                                                                                 | Bronisław Geremek (1932-2008)   | No va assumir el poder - Vegeu la nota (1)                                         | No va assumir el poder - Vegeu la nota (1)             | Unia Demokratyczna - UD                                                     |
| 3   |                                                                                 | Jan Olszewski (1930-)           | 6 de desembre de 1991 6 de desembre de 1991 23 de desembre de 1991                 | D. 5 de juny de 1992 5 de juny de 1992                 | Porozumienie Centrum - PC                                                   |
| 4   |                                                                                 | Waldemar Pawlak (1959-)         | 5 de juny de 1992 5 de juny de 1992 mocion de censura                              | R. 7 de juliol de 1992 11 de juliol de 1992            | Polskie Stronnictwo Ludowe - PSL                                            |
| 5   |                                                                                 | Hanna Suchocka (1946-)          | 10 de juliol de 1992 11 de juliol de 1992 11 de juliol de 1992                     | 28 de maig de 1993 26 d'octubre de 1993                | Unia Demokratyczna - UD                                                     |
| (4) |                                                                                 | Waldemar Pawlak (1959-)         | 18 d'octubre de 1993 26 d'octubre de 1993 10 de novembre de 1993                   | 1 de març de 1995 7 de març de 1995                    | Polskie Stronnictwo Ludowe - PSL                                            |
| 6   |                                                                                 | Józef Oleksy (1946-2015)        | 1 de març de 1995 7 de març de 1995 4 de març de 1995                              | 26 de gener de 1996 7 de febrer de 1996                | Sojusz Lewicy Demokratycznej - SLD                                          |
| 7   |                                                                                 | Włodzimierz Cimoszewicz (1950-) | 7 de febrer de 1996 7 de febrer de 1996 15 de febrer de 1996                       | R. 17 d'octubre de 1997 31 d'octubre de 1997           | Sojusz Lewicy Demokratycznej - SLD                                          |
| 8   |                                                                                 | Jerzy Buzek (1940-)             | 17 d'octubre de 1997 31 d'octubre de 1997 11 de novembre de 1997                   | D. 19 d'octubre de 2001 19 d'octubre de 2001           | Akcja Wyborcza Solidarność - AWS                                            |
| 9   |                                                                                 | Leszek Miller (1946-)           | 4 d'octubre de 2001 19 d'octubre de 2001 26 d'octubre de 2001 & 13 de juny de 2003 | R. 2 de maig de 2004 2 de maig de 2004                 | Sojusz Lewicy Demokratycznej - SLD                                          |
| 10  |                                                                                 | Marek Belka (1952-)             | 2 de maig de 2004 2 de maig de 2004 14 de maig de 2004 (refuzita)                  | N.C. 14 de maig de 2004 11 de juny de 2004             | Sojusz Lewicy Demokratycznej - SLD                                          |
| 10  | 11 de juny de 2004 11 de juny de 2004 24 de juny de 2004 & 15 d'octubre de 2004 | Marek Belka (1952-)             | R. 5 de maig de 2005 D. 19 d'octubre de 2005 31 d'octubre de 2005                  |                                                        | Sojusz Lewicy Demokratycznej - SLD                                          |
| 11  |                                                                                 | Kazimierz Marcinkiewicz (1959-) | 19 d'octubre de 2005 31 d'octubre de 2005 10 de novembre de 2005                   | R. 10 de juliol de 2006 14 de juliol de 2006           | Prawo i Sprawiedliwość - PiS                                                |
| 12  |                                                                                 | Jarosław Kaczyński (1949-)      | 10 de juliol de 2006 14 de juliol de 2006 19 de juliol de 2006                     | R. 5 de novembre de 2007 16 de novembre de 2007        | Prawo i Sprawiedliwość - PiS                                                |
| 13  |                                                                                 | Donald Tusk (1957-)             | 9 de novembre de 2007 16 de novembre de 2007 24 de novembre de 2007                | R. 8 de novembre de 2011 18 de novembre de 2011        | Platforma Obywatelska - PO                                                  |
| 13  | 8 de novembre de 2011 18 de novembre de 2011 19 de novembre de 2011             | Donald Tusk (1957-)             | R. 11 de setembre de 2014 22 de setembre de 2014                                   |                                                        | Platforma Obywatelska - PO                                                  |
| 14  |                                                                                 | Ewa Kopacz (1956-)              | 15 de setembre de 2014 22 de setembre de 2014 1 d'octubre de 2014                  | 12 de novembre de 2015 16 de novembre de 2015          | Platforma Obywatelska - PO                                                  |
| 15  |                                                                                 | Beata Szydło                    | 12 de novembre de 2015 16 de novembre de 2015 18 de novembre de 2015               | 8 de desembre de 2017 11 de desembre de 2017           | Prawo i Sprawiedliwość - PiS                                                |
| 16  |                                                                                 | Mateusz Morawiecki              | 8 de desembre de 2017 11 de desembre de 2017 12 de desembre de 2017                | 13 de desembre de 2023                                 | Prawo i Sprawiedliwość - PiS                                                |
| 17  |                                                                                 | Donald Tusk (1957-)             | 13 de desembre de 2023                                                             | actualitat                                             | Platforma Obywatelska - PO                                                  |

Nota (1): Convidat pel president per assumir el govern, no va aconseguir obtenir la majoria, i va renunciar.